# Карась, Савва Леонтьевич
Са́вва Лео́нтьевич Кара́сь (14 (27) февраля 1905 — 26 марта 1963) — подполковник Советской армии ВС СССР, участник Великой Отечественной войны, Герой Советского Союза (1945).

## Биография
Савва Карась родился 14 (по новому стилю — 27) февраля 1905 года в селе Большие Немиринцы (ныне — Городокский район Хмельницкой области Украины). Получил неполное среднее образование, после чего работал кочегаром. В 1927 году Карась был призван на службу в Рабоче-крестьянскую Красную армию. В 1931 году он окончил Киевское пехотное училище, в 1940 году — курсы «Выстрел». Служил на границе с Ираном.
В феврале 1942 года во время неудачной высадки десанта в Крыму Карась получил ранение и попал в немецкий плен. Несколько раз он пытался бежать из плена. Сумев наконец бежать, Карась возглавил подпольную группу на Азовском заводе № 1 (ныне — Азовсталь в Мариуполе), а позднее — партизанский отряд. Участвовал в рейдах по немецким тылам, поддерживал войска Южного фронта при освобождении Мариуполя.
К маю 1944 года майор Савва Карась был заместителем командира 1369-го стрелкового полка по строевой части, 417-й стрелковой дивизии 51-й армии 4-го Украинского фронта. Отличился во время освобождения Севастополя. Когда командир полка выбыл из строя, Карась принял командование полком на себя и организовал прорыв немецкой обороны. Во время штурма Сапун-Горы Карась лично вёл в атаку штурмовой отряд, который уничтожил около роты немецкой пехоты, 7 огневых точек, захватил 4 пулемёта и первую линию траншей. Во время атаки на вторую линию траншей стрелковый полк под командованием Карася уничтожил 6 дотов и 10 дзотов и одним из первых вступил в Севастополь. Всего же за три дня боёв за город 1369-й стрелковый полк уничтожил более 600 вражеских солдат и офицеров, 8 дотов, 17 дзотов и 27 огневых точек.
Указом Президиума Верховного Совета СССР от 24 марта 1945 года за «мужество, отвагу и героизм, проявленные в борьбе с немецкими захватчиками» майор Савва Карась был удостоен высокого звания Героя Советского Союза с вручением ордена Ленина и медали «Золотая Звезда» за номером 5464.
Всего же за время своего участия в боях Карась был 26 раз ранен. В декабре 1945 года в звании подполковника он был уволен в запас. Проживал в Жданове (ныне — Мариуполь), с декабря 1946 года работал директором молокозавода. Скончался 26 марта 1963 года, похоронен на Центральном кладбище Мариуполя.

## Награды
- Звание Героя Советского Союза с вручением ордена Ленина и медали «Золотая Звезда»[3].
- Два ордена Красного Знамени[4][5].
- Орден Красной Звезды.
- Медали.